# Przylasek (województwo zachodniopomorskie)
Przylasek (Waliszewo, niem. Waldheim) – nieoficjalna część miasta Sławno w Polsce położona w województwie zachodniopomorskim, w powiecie sławieńskim.
Na skanach map występuje też pod nawą Waliszewo.
Osada popegeerowska leżąca w pobliżu trasy nieistniejącej już linii kolejowej Sławno-Ustka.
W latach 1975–1998 miejscowość administracyjnie należała do województwa słupskiego.